# Dragon jaune
Le Dragon jaune ou Huanglong (chinois simplifié : 黄龙 ; chinois traditionnel : 黃龍 ; pinyin : Huánglóng), également connu au Japon sous le nom de Kōryū (黄竜), est une créature mythologique de la tradition chinoise. Associé à la couleur jaune, à l’élément terre et à la direction du centre dans le système des cinq éléments, il complète parfois le groupe des quatre animaux. Le Dragon jaune est lié à plusieurs récits mythologiques, notamment ceux de l’Empereur jaune et du sage Fuxi. Il est également représenté dans certains textes classiques et considéré comme un symbole impérial, parfois associé à des présages ou à des changements d’ère dynastique.

## Symbolisme cosmologique
Dans la cosmologie traditionnelle chinoise, le Dragon jaune représente le centre du monde et incarne l’élément terre (土) dans le système des cinq éléments. Il complète les quatre animaux : le dragon azur à l’est, le tigre blanc à l’ouest, l’oiseau vermillon au sud et la tortue noire au nord — en occupant la position centrale, associée à la stabilité et à l’équilibre cosmique.

## Rôle mythologique
Le Dragon jaune est traditionnellement associé à l’Empereur jaune, souverain mythique fondateur de la civilisation chinoise. Selon les textes anciens, celui-ci serait né d’une lumière jaune émanant de la Grande Ourse, et aurait quitté ce monde sous la forme d’un dragon, marquant son élévation au rang divin. Une autre légende mentionne l’apparition du Dragon jaune à Fuxi, l’un des trois souverains mythiques, à qui il aurait transmis les premiers éléments de l’écriture en sortant du fleuve Luo.

## Confusions et assimilations
Le Dragon jaune est parfois confondu ou assimilé à d’autres figures mythologiques issues de la tradition chinoise :
- le dieu céleste Gouchen, associé à la direction du centre et à la protection du territoire impérial ;
- l’ancien dragon ailé Yinglong, décrit comme une figure primordiale, parfois considérée comme une autre forme du Dragon jaune[2] ;
- ou encore le compagnon céleste du dieu suprême Tàiyī, dans des textes ésotériques tels que le Jingzhou zhan (荊州占 ; « Divinations de Jingzhou »), où le Dragon jaune est présenté comme l’époux (ou l’épouse) du souverain divin[3].

## Symbole politique et impérial
Emblème central du pouvoir, le Dragon jaune est étroitement lié à l’empereur de Chine et à l’autorité impériale. Il apparaît notamment sur le drapeau de la dynastie Qing, utilisé entre 1889 et 1912, où il symbolise la légitimité céleste du souverain. L’apparition d’un Dragon jaune dans le ciel était interprétée comme un présage favorable, annonçant l’arrivée d’un âge de paix ou justifiant un changement d’ère impériale. Plusieurs souverains ont choisi le nom de cette créature comme nom d’ère, notamment :
- l’empereur Xuan de Han en -49 ;
- Sun Quan de l’État de Wu (222–228) ;
- ou encore Duan Zizhang, chef rebelle sous la dynastie Tang (761).

## Réception au Japon
Bien que le Dragon jaune n’occupe pas une place centrale dans la mythologie japonaise, son influence y est perceptible. Certains auteurs établissent un lien entre lui et la figure du *Ōryū* (応竜).
Cependant, le système cosmologique japonais, bien qu’inspiré du modèle chinois, introduit une variation significative : le cinquième élément n’est pas la terre (土) mais la vacuité. De ce fait, le Japon ne développe pas de créature centrale équivalente au Dragon jaune dans sa propre tradition des cinq éléments. Il est également associé aux périodes de transition saisonnières appelées *doyō* (土用), moments de basculement entre les saisons, elles aussi gouvernées par l’élément terre.

## Galerie

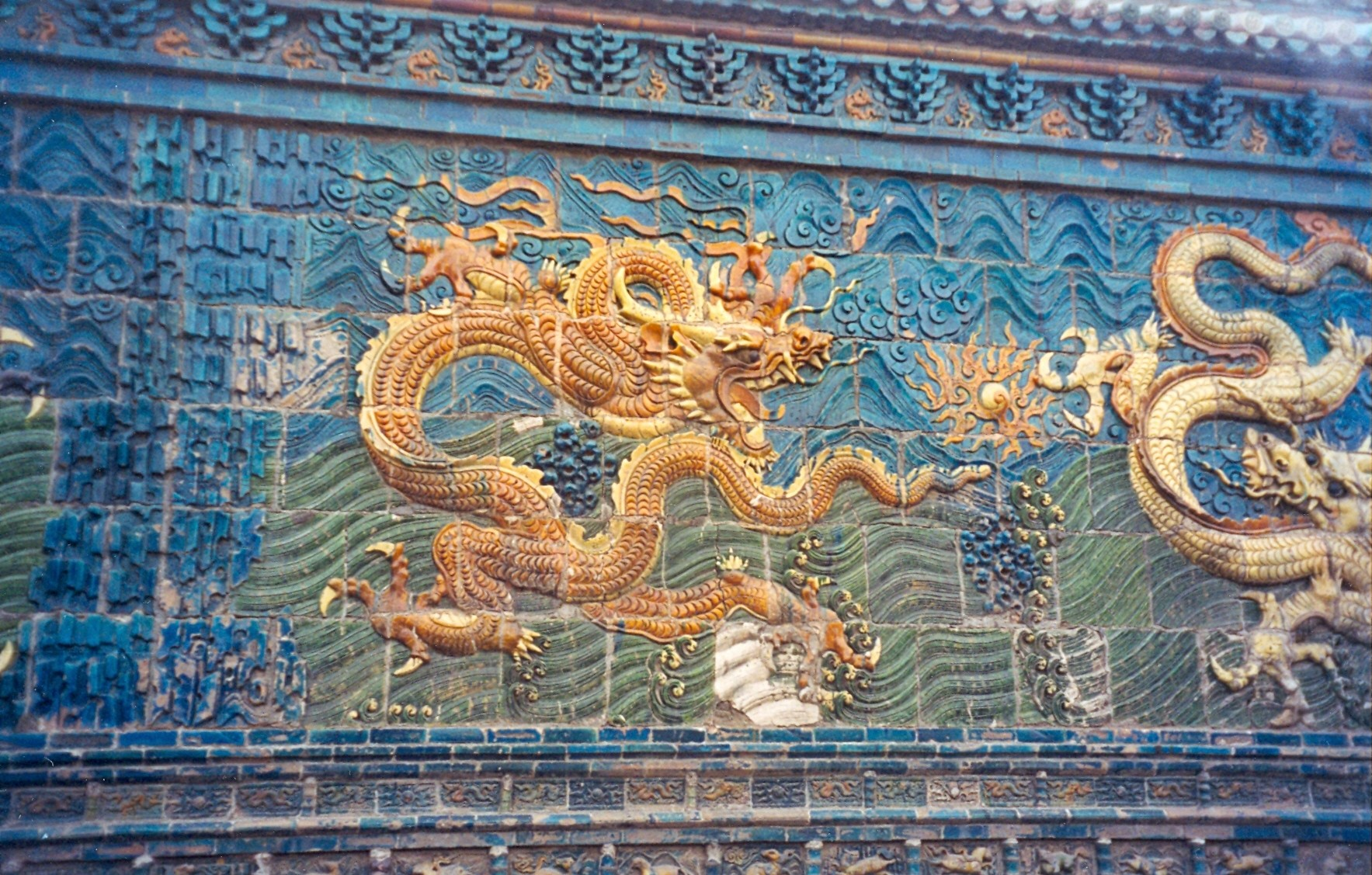
La plaque aux neufs dragons, Datong, Shanxi,
Drzgon jaune floqués sur un drapeau de la dynastie Qing

#### Sources primaires
- 『冊府元亀』 (Cefu Yuangui) – Encyclopédie impériale compilée sous les Song, citée pour ses passages sur 應龍 (Yinglong) et le rôle du dragon dans la cosmogonie.
- 『瑞応記』 (Zhui ying ji) – Texte traditionnel mentionnant le Dragon jaune comme « 神之精 四龍之長 » (« l’essence divine, chef des quatre dragons »).
- 『芸文類聚』 (Yiwen Leiju) – Anthologie littéraire contenant des citations issues du 『瑞応図』, notamment la formule « 黄龍者 四龍之長 ».
- 『荊州占』 – Texte divinatoire ancien, où il est dit que « 黄竜（庚辰）は太一の妻 ».